# 阳春冬青
阳春冬青（学名：Ilex yangchunensis）是冬青科冬青属的植物，是中国的特有植物。分布在中国大陆的广东等地，一般生长在山地石边，目前已由人工引种栽培。